# 布朗縣 (威斯康辛州)
布朗縣（英語：Brown County）是美国威斯康辛州東部的一個縣，東北傍密西根湖綠灣，面積1,594平方公里。根據2020年美國人口普查，共有人口26萬8,740人。縣治綠灣。該縣成立於1818年，以紀念1812年战争時期將領雅各·詹寧斯·布朗。是該州最早的兩個縣之一（另一個為克勞福德縣）。